# Pistolet MR-444
MR-444 Bagira (ros. МР-444 Багира) – współczesny rosyjski pistolet samopowtarzalny, produkowany w zakładach Iżewskij Mechaniczeskij Zawod. Pistolet skonstruowano z myślą o zastąpieniu pistoletów Makarowa.